# Serafino Ramazzotti
Pour les articles homonymes, voir Ramazzotti.
Serafino Ramazzotti, né en 1846 à Sozzago et mort en 1920, est un peintre et un sculpteur italien.

## Biographie
Serafino Ramazzotti est né en 1846 à Sozzago, il étudie à l'Accademia Albertina à Turin, puis à Rome. Exposé dans les principales expositions italiennes et à Paris, il est plus connu en tant que sculpteur qu'en tant que peintre.
Il est mort en 1920.

## Œuvres
- Esprit de liberté[3] ;
- Coquetterie, marbre exposé au salon de Bruxelles de 1897[4].